# Grumman J2F Duck
Grumman J2F Duck – jednosilnikowa, dwupłatowa łódź latająca produkowana w latach 1936–1945. Samolot zaprojektowany w zakładach Grummana początkowo otrzymał oznaczenie G-15, ale po przyjęciu go przez US Navy znany był jako J2F Duck.

## Historia
Projekt maszyny powstał w Loening Aeronautical Engineering Corp. W 1931 powstałe z niej zakłady Grover Loening Aircraft Company zaproponowały Marynarce projekt XO2L-1 samolotu łącznikowego. Ponieważ zakłady Grover Loening nie posiadały już wówczas mocy wytwórczych, zainteresowana konstrukcją marynarka wojenna przekazała ją koncernowi Grumman. Po dokonaniu szeregu modyfikacji Grumman opracował „Projekt 7”, który w 1932 został przedstawiony i zaakceptowany przez Marynarkę Stanów Zjednoczonych. Pierwszy lot prototypowego XJF- 1 miał miejsce w dniu 25 kwietnia 1933. Dwadzieścia siedem pierwszych, seryjnych wodnosamolotów JF-1 zostało dostarczonych lotnictwu floty w 1934, wchodząc po raz pierwszy na wyposażenie dywizjonu VJ-1 lotniskowca USS Langley (CV-1). Kolejna wersja JF-2, którą zbudowano w czternastu egzemplarzach, różniła się od pierwszej zastosowaniem innej jednostki napędowej tej samej mocy – silniki Wirght były bowiem bardziej dostępne niż Pratt & Whitney. Piętnaście samolotów wersji JF-3 zostało zbudowanych w 1935 dla jednostek rezerwowych floty i piechoty morskiej.
W 1936 zakłady Grumman opracowały nowy „Prototyp 15”, którego konstrukcja choć mocno oparta na wodnosamolotach JF „Duck” różniła się od nich kilkunastoma modyfikacjami – między innymi: zwiększeniem mocy jednostki napędowej i wydłużeniem pływaka o 91 cm. Maszyny wersji J2F-1 zostały zamówione przez Marynarkę w marcu 1936, a lot pierwszego samolotu miał miejsce już w kwietniu tego roku. J2F-2 miał ulepszony silnik Wright Cyclone o mocy 790 KM (589 kW). Dwadzieścia wariantów J2F-3 zostało zbudowanych w 1939 do użytku przez marynarkę wojenną jako samoloty transportowe z luksusowymi wnętrzami. Ze względu na natłok pracy po przystąpieniu Stanów Zjednoczonych do wojny w 1941, produkcja J2F Duck została przeniesiona do Columbia Aircraft Corp w stanie Nowy Jork. Wyprodukowano 330 samolotów dla Marynarki Wojennej i Straży Przybrzeżnej Stanów Zjednoczonych.
Wszystkie wersje Ducka były wodnosamolotami o aluminiowym kadłubie. Skrzydła posiadały metalową konstrukcję, pokrytą tkaniną i były połączone ze sobą za pomocą belek i naciągów rozpiętych między dolnym i górnym płatem. Długi, wystający centralny pływak, typowy znak firmowy Loeninga, obejmował chowane za pomocą mechanizmu korbowego podwozie oraz chowane koło ogonowe podczas lotu. Dwa pływaki pod dolnym skrzydłem stabilizowały samolot na wodzie. W przestrzeni pomiędzy kadłubem a pływakiem znajdował się sprzęt radiowy i fotorozpoznawczy oraz ranny na noszach. Alternatywnie dwie osoby mogłyby usiąść obok siebie; znane są jednak przypadki, w których przewieziono tam nawet sześć osób.

## Wersje
- J2F-1 - początkowa wersja produkcyjna z silnikami R-1820-20 o mocy 750 KM, zbudowano 29 egzemplarzy.
- J2F-2 - wersja dla Korpusu Piechoty Morskiej Stanów Zjednoczonych z silnikiem o zwiększonej mocy do 790 KM z dodatkowym karabinem maszynowym browning kaliber 7,62 mm zamontowany między cylindrami silnika, zbudowano 21 egzemplarzy.
- J2F-2A - jak J2F-2 z dodatkowym zdwojonym karabinem maszynowym kalibru 7,62 mm z tyłu kokpitu i dodatkowymi zaczepami na bomby, zbudowano 9 egzemplarzy.
- J2F-3 - J2F-2 z silnikiem R-1820-26 o mocy 850 KM przeznaczony dla dowództwa floty, zbudowano 20 egzemplarzy.
- J2F-4 - J2F-2 z silnikiem R-1820-30 o mocy 850 KM i wyposażeniem do holowania celów, zbudowano 32 egzemplarze.
- J2F-5 - J2F-2 z silnikiem R-1820-54 o mocy 1050 KM, zbudowano 144 egzemplarze.
- J2F-6 - zbudowana przez Columbia Aircraft wersja J2F-5 z silnikiem R-1820-64 o mocy 1050 KM w osłonie z długimi cięciwami, wyposażona w podskrzydłowe uchwyty bombowe i wyposażenie do holowania celów; zbudowano 330 egzemplarzy.
- OA-12 - wersja dla ratownictwa powietrzno-morskiego dla Sił Powietrznych Armii Stanów Zjednoczonych (USAAF) (a później Sił Powietrznych Stanów Zjednoczonych, OA-12A).

Samolot był używany przez Marynarkę Wojenną Stanów Zjednoczonych i Straż Wybrzeża Stanów Zjednoczonych w wersji OA-12 jako wielozadaniowy, uniwersalny samolot do rozpoznania, mapowania, robienia zdjęć i misji ratunkowych.